# Alan Henning
Alan Henning (Eccles, 15 agosto 1967 – Deserto siriano, 3 ottobre 2014  circa) è stato un attivista britannico, volontario in organizzazioni caritatevoli nel Vicino Oriente. Cooperante umanitario, fu catturato e ucciso dall'ISIS durante la guerra civile siriana.

## Biografia
Venne decapitato nel deserto siriano da un militante dell'autoproclamato Stato Islamico, identificato come un cittadino britannico dal nome di battaglia di Jihadi John. Fu il quarto a subire tale sorte, dopo James Foley, Steven Sotloff e David Haines, le cui esecuzioni furono filmate e diffuse tramite la rete internet.
Dopo di lui furono decapitati altri tre ostaggi: lo statunitense Peter Kassig e i giapponesi Haruna Yukawa e Kenji Goto. Un altro ostaggio, l'ufficiale pilota giordano Muʿādh al-Kasāsbe (in arabo معاذ صافي يوسف الكساسبة ‎?), fu invece arso vivo in una gabbia, provocando la devastante reazione dell'aviazione militare giordana su vari capisaldi di Daesh, presso Raqqa.